# Archichauliodes pinares
Archichauliodes pinares là một loài côn trùng trong họ Corydalidae thuộc bộ Megaloptera. Loài này được Flint miêu tả năm 1973.